# Maurizio Acerbo
Maurizio Acerbo (né le 4 décembre 1965 à Pescara) est un homme politique italien, secrétaire national du Parti de la refondation communiste.